# Strade Bianche 2016
Strade Bianche 2016 var den 10. udgave af cykelløbet Strade Bianche. Løbet var en del af UCI Europe Tour-kalenderen og blev arrangeret 5. marts 2016. Løbet blev vundet af Fabian Cancellara.

## Hold og ryttere
| UCI WorldTeams (12)- AG2R La Mondiale - Astana - BMC Racing Team - Etixx-Quick Step - Lampre-Merida - Lotto NL-Jumbo - Lotto-Soudal - Movistar Team - Orica-GreenEDGE - Sky - Tinkoff - Trek-Segafredo UCI Professionelle kontinentalthold (6)- Androni Giocattoli-Sidermec - Bardiani CSF - CCC Sprandi Polkowice - Nippo-Vini Fantini - Team Novo Nordisk - Southeast-Venezuela |
| |

### Danske ryttere
- Christopher Juul-Jensen kørte for Orica-GreenEDGE
- Jakob Fuglsang kørte for Astana Pro Team

## Resultater
| Nr. | Rytter                     | Hold             | Tid     |
| --- | -------------------------- | ---------------- | ------- |
| 1   | Fabian Cancellara (SUI)    | Trek-Segafredo   | 4:39.35 |
| 2   | Zdeněk Štybar (CZE)        | Etixx-Quick Step | s.t.    |
| 3   | Gianluca Brambilla (ITA)   | Etixx-Quick Step | + 0.04  |
| 4   | Peter Sagan (SVK)          | Tinkoff          | + 0.13  |
| 5   | Petr Vakoč (CZE)           | Etixx-Quick Step | + 0.34  |
| 6   | Greg Van Avermaet (BEL)    | BMC Racing Team  | + 0.37  |
| 7   | Diego Ulissi (ITA)         | Lampre-Merida    | + 0.41  |
| 8   | Tiesj Benoot (BEL)         | Lotto-Soudal     | s.t.    |
| 9   | Lars Petter Nordhaug (NOR) | Team Sky         | s.t.    |
| 10  | Alejandro Valverde (ESP)   | Movistar Team    | + 0.50  |